# Jérémie Dufour
Pas d'image ? Cliquez ici

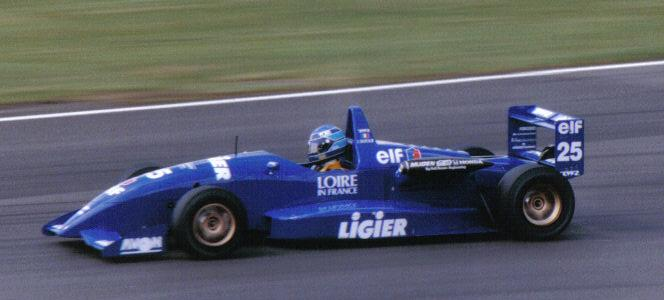
Jérémie Dufour en F3 en 1995 à Silverstone

Jérémie Dufour, né le 2 novembre 1975 à Roanne (Loire), est un ancien pilote automobile français.

## Biographie
Jérémie Dufour débute en karting à l’âge de 10 ans. Il termine neuvième du championnat de France minimes à Varennes-sur-Allier, lors de sa troisième compétition. L'année suivante, il est surclassé en catégorie cadets, et termine quatrième du championnat de France.
En 1990 alors qu’il n’est que junior, il termine troisième du championnat de France Nationale 1 avec 30 kg de plomb sur son châssis. La même année il remporte la pré-finale du championnat d’Europe juniors sous la pluie au Mans, et termine quatrième de la finale. Deux mois plus tard il est champion du Monde juniors à Lonato en Italie, devenant le premier français à remporter ce titre, devant entre autres Jarno Trulli, Marc Gené et Juan Pablo Montoya.
À 15 ans, il s’inscrit au Volant Elf Winfield à Magny-Cours et termine deuxième. L’année suivante il est vice-champion de Formule 3 « B », signant le quatrième temps en course lors de la finale de Croix-en-Ternois. Il s'exile alors en Grande-Bretagne où il remporte une course hors-championnat en 1994. Il termine cinquième du Championnat de Formule 3 1995, après avoir été en tête du classement à la mi-saison. En deux années (1994 et 1995), il obtient 11 meilleurs tours en course.
À la fin de la saison, il effectue un test en Formule 1 pour l'équipe Ligier-Mugen à Mugello en Italie. En 1996, il est pilote-essayeur en Formule 1 au sein de l’équipe Arrows, mais décide de mettre un terme à sa carrière à la fin de la saison, faute de moyens nécessaires à sa progression.
Il revient à la compétition au Japon en 2001 et signe la pole position pour sa première course en Formule 3 à Suzuka, au volant de la monoplace de l’équipe IngIng. Il termine 3e du championnat avec trois pole positions, une victoire et douze podiums, ne se qualifiant jamais au-delà de la quatrième place lors des 18 courses du championnat.
La même année, il fait ses débuts en catégorie JGTC, au volant de la Toyota Supra du Team SARD. Il se qualifie deuxième lors de sa première course à TI Aida et termine quatrième lors de la finale à Mine. En 2002, il termine troisième lors des 1 000 km de Suzuka et passe à côté de plusieurs victoires en raison d'erreurs de ses équipiers. En 2003, il mène plusieurs épreuves et signe la pole position lors de la finale de Suzuka.
En 2004, bénéficiant d’un matériel compétitif, il termine deuxième du championnat JGTC avec André Couto, signant sa première victoire en Malaisie. Après avoir longtemps été en tête du championnat, il s’incline lors de la finale face à la voiture officielle NISMO de Satoshi Motoyama et Richard Lyons.
En 2005, il est transféré chez Honda et remporte l’épreuve de Motegi. En 2006, il remporte avec Benoît Tréluyer et Kazuki Hoshino les 1 000 km de Suzuka, devenant le premier pilote à s’imposer dans le championnat Super GT avec les 3 principaux constructeurs (Toyota, Honda, et Nissan).
Il est désormais à la tête d'une structure de conseil et d'aide à la performance.

## Carrière
- 1988 : Karting (4e du Championnat de France Cadets)
- 1990 : Karting (3e du Championnat de France Nationale 1 ; 4e du Championnat d'Europe Juniors ; Vainqueur du Championnat du Monde Juniors[3])
- 1991 : 
  - Karting (3e du Championnat d'Europe Juniors)
  - 2e du Volant Elf-Winfield Magny-Cours
- 1992 : Championnat de France de Formule 3 (18e au général et 2e en classe « B »)
- 1993 : Championnat de Grande-Bretagne de Formule 3 (9e)
- 1994 : 
  - Championnat de Grande-Bretagne de Formule 3 (7e)
  - Vainqueur du Avon Formula 3 Supersprint à Donington
  - Masters de Formule 3 à Zandvoort (8e)
- 1995 : Championnat de Grande-Bretagne de Formule 3 (5e, 1 victoire à Silverstone)
- 1996 : Pilote-essayeur en Formule 1 (Arrows)
- 1999 : 
  - 9e de la Coupe d'Europe de Formule 3
  - 2e du Grand Prix de Madras de Formule 3
- 2001 :
  - Championnat du Japon de Formule 3 (3e, 1 victoire à Fuji)
  - Super GT (24e dans la catégorie GT500)
- 2002: 
  - Super GT (21e dans la catégorie GT500)
  - 3e des 1000 kilomètres de Suzuka
- 2003: 
  - Super GT (22e dans la catégorie GT500)
  - 4e des 1000 kilomètres de Suzuka
- 2004 : Super GT (2e dans la catégorie GT500, 1 victoire à Sepang)
- 2005 : Super GT (25e dans la catégorie GT500, 1 victoire à Motegi)
- 2006 : 
  - Super GT (14e dans la catégorie GT500)
  - Vainqueur des 1000 kilomètres de Suzuka aux côtés de Benoît Tréluyer et Kazuki Hoshino
- 2007 : Super GT (23e dans la catégorie GT500)